# بيل س. مالون
بيل س. مالون (بالإنجليزية: Bill C. Malone)‏ هو مقدم برامج إذاعية أمريكي، ولد في 25 أغسطس 1934.

## وصلات خارجية
- بيل س. مالون على موقع ميوزك برينز (الإنجليزية)